# Auferstehungskirche (Konolfingen)

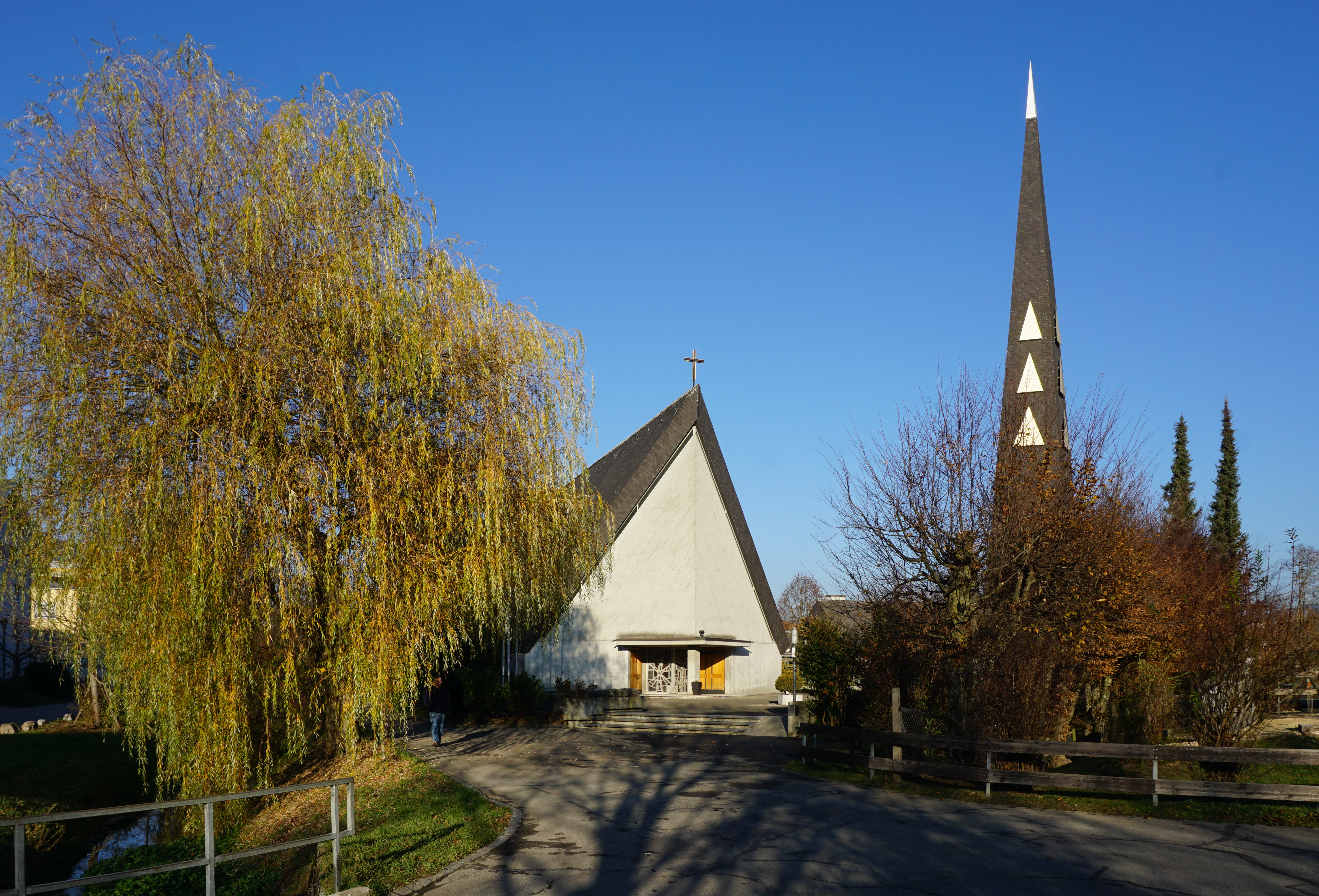
Die Auferstehungskirche Konolfingen. Eingangsfront mit Turm

Die Auferstehungskirche ist die 1967 erbaute Pfarrkirche der Römisch-katholischen Pfarrei Auferstehung in Konolfingen. Zur römisch-katholischen Kirchgemeinde Konolfingen gehören folgende Einwohnergemeinden: Arni, Biglen, Bowil, Brenzikofen, Freimettigen, Grosshöchstetten, Häutligen, Herbligen, Konolfingen, Landiswil, Linden, Mirchel, Niederhünigen, Oberdiessbach, Oberhünigen, Oberthal, Oppligen, Schlosswil, Walkringen und Zäziwil.

## Pfarreigeschichte
Schon bevor 1939 der Kanton Bern die römisch-katholischen Pfarreien des Amtsbezirks Konolfingen anerkannte, hatte das Pfarramt Thun 1916 dort eine Unterrichtsstation eingerichtet. Nach der Anerkennung gehörte Konolfingen zur Pfarrei Burgdorf, wurde aber weiter von der Pfarrei Thun betreut. 1951 wurde das 1949 errichtete Pfarr-Rektorat Konolfingen vom Kanton Bern als Hilfspfarrstelle anerkannt. Erster Pfarrer war Paul Engler. Der 1948 gegründete römisch-katholische Kultusverein der Ämter Konolfingen und Signau beschloss 1966 in Konolfingen eine Auferstehungskirche mit Turm, Unterrichtslokal und Pfarrhaus zu errichten. Der Finanzplan wurde von der zuständigen Kirchgemeinde Burgdorf genehmigt und dem Burgdorfer Architekten Adrian Keckeis der Auftrag erteilt. Am 4. September 1966 fand die Grundsteinlegung statt und am 25. November 1967 wurde die Kirche feierlich eingeweiht. Nach der Gründung der selbständigen Kirchgemeinde wurde der Kultusverein 1970 aufgelöst. Mit der Nachbarpfarrei St. Johannes in Münsingen BE bildete seit 2012 die Pfarrei Auferstehung den Pastoralraum Bern-Süd und ist nun dem von Bischof Felix Gmür am 25. Mai 2018 errichteten Pastoralraum Region Bern angeschlossen.

## Die Kirche

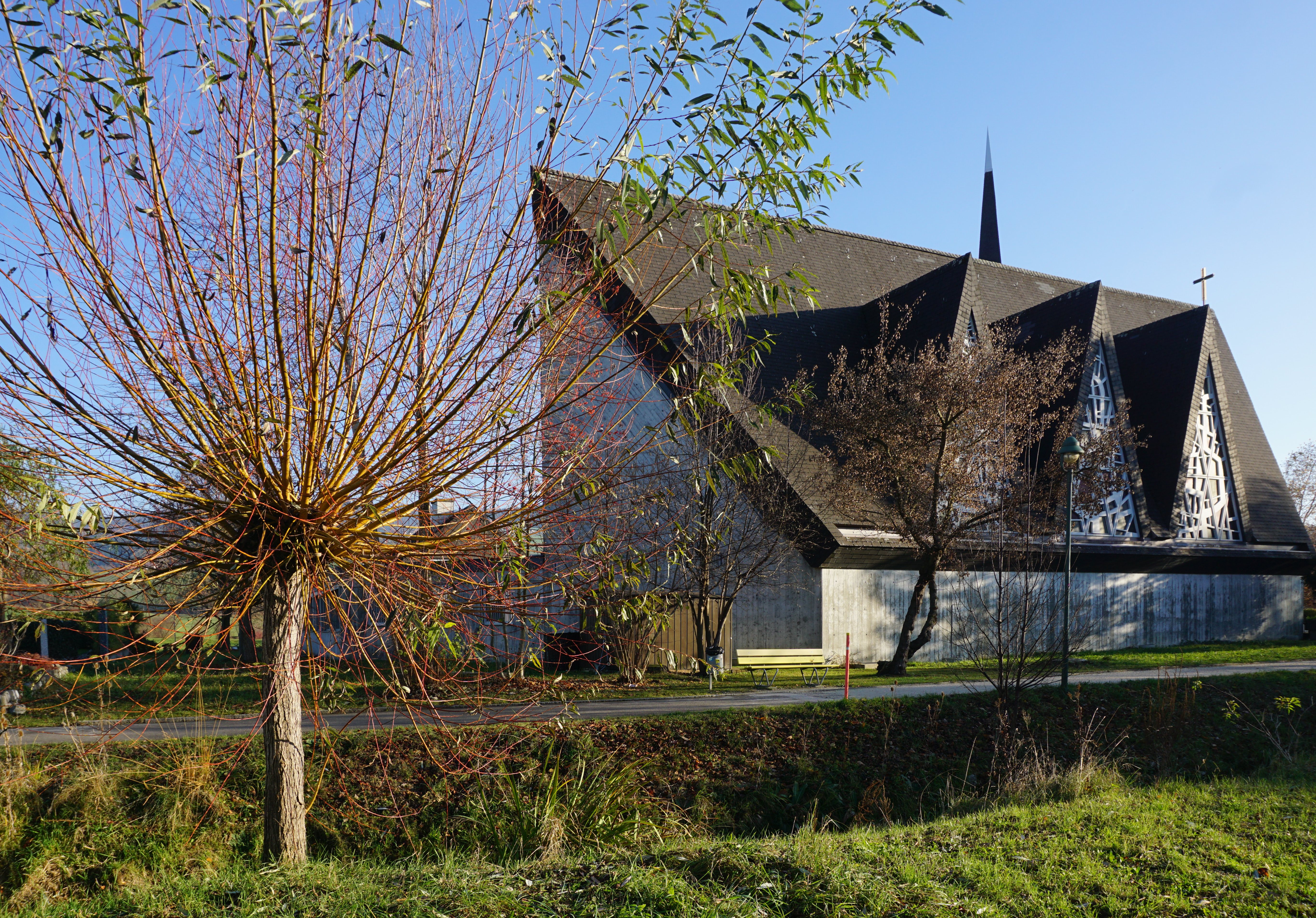
Ansicht von Westen

Spitzwinklige Dreiecke sind die auffallendsten architektonischen Merkmale der Auferstehungskirche. Im zeltartigen, mit dunklem Eternitschiefer gedeckten Dach sind beidseitig je drei hohe Lukarnen eingebaut. Mit den nach aussen geknickten Giebelwänden ist im Inneren für Orgel und Empore sowie für den Chorraum Platz geschaffen. Auf unregelmässig viereckigem Grundriss ist der freistehende Glockenturm ausgeprägt als spitziges Dreieck geformt. Der Gemeindesaal und das Pfarrhaus sind als Seitenflügel an die Kirche angebaut.

### Innenraum

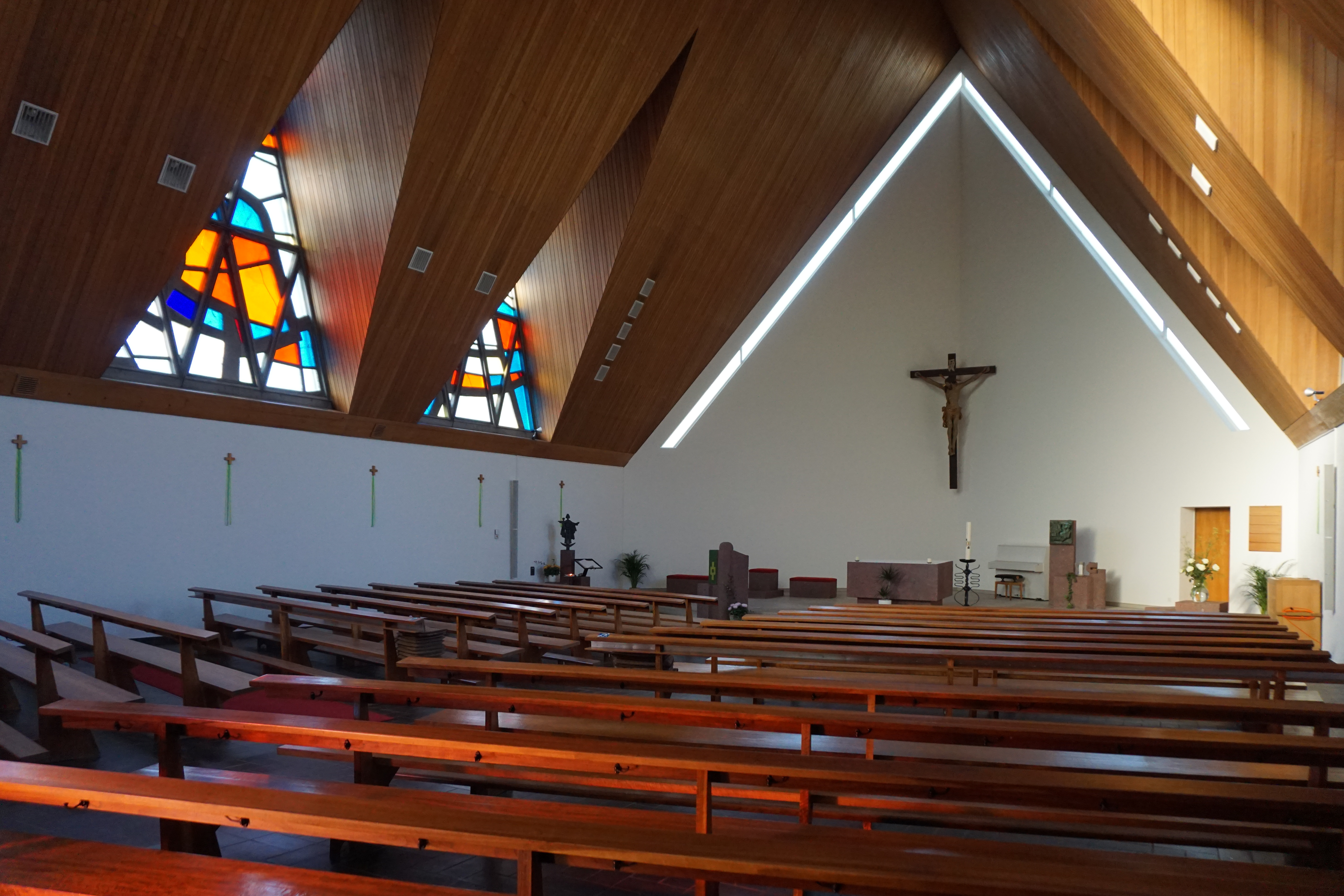
Innenraum mit Chor

Durch die hohen, zum First aufstrebenden Wände fällt das farbig gebrochene Tageslicht durch die Dreieckfenster beidseitig in das Kirchenschiff. Die Betonglasfenster wurden von Karl Hausherr geschaffen. In der Chormitte hängt ein Holzkreuz mit einer überlebensgrossen, angeblich aus der Gegend um Sachseln stammenden Christusfigur aus dem beginnenden 17. Jahrhundert. Aus rotem Lavagestein gestaltete der Bildhauer Ludwig Stocker den Altar, den Ambo und die Sockelblöcke des Tabernakels und der Madonnenstatue, sowie den Taufstein beim Eingang.

### Orgel

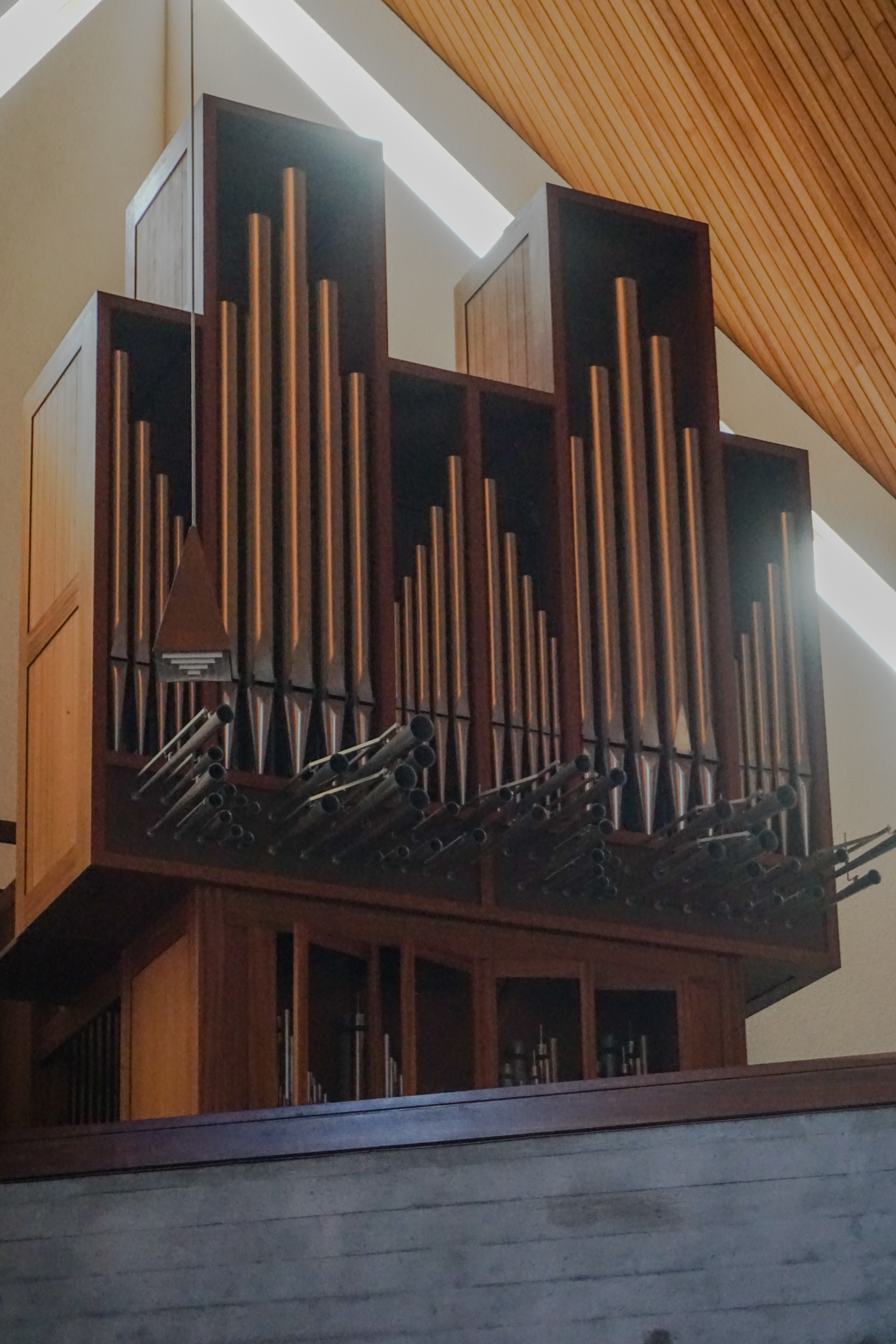
Römisch-katholische Auferstehungskirche Konolfingen. Orgel

Die von Orgelbau Wälti, Gümligen, 1977 geschaffene Orgel besitzt 16 Register auf zwei Manualen und Pedal. Sie hat mechanische Trakturen und Schleifladen.
| I Hauptwerk C–g3   |       |
| Principal          | 8′    |
| Rohrflöte          | 8′    |
| Oktave             | 4′    |
| Flachflöte         | 2′    |
| Mixtur             | 1 ⁄3′ |
| Spanische Trompete | 8′    |

| II Positiv C–g3 |       |
| Gedackt         | 8′    |
| Rohrflöte       | 4′    |
| Quinte          | 2 ⁄3  |
| Prinzipal       | 2′    |
| Terz            | 1 3⁄5 |
| Cymbel          | 1⁄2   |

| Pedal C–f1 |     |
| Subbass    | 16′ |
| Spitzflöte | 8′  |
| Schwiegel  | 4′  |
| Fagott     | 16′ |

- Normalkoppeln: II/I, I/P, II/P